# Милошевич, Славко
Славко Милошевич (серб. Славко Милошевић; 14 декабря 1908, Белград — 17 июня 1990, Белград) — югославский футболист, нападающий; тренер.

## Биография
Славко Милошевич родился 14 декабря 1908 года в австро-венгерском городе Белград (сейчас в Сербии).
Занимался футболом в белградской «Югославии».
Играл на позиции нападающего. Чаще всего действовал на левом краю атаки, отличался хорошей техникой и дриблингом, сильным ударом. В 1928—1937 годах выступал за «Югославию». В её составе стал серебряным призёром чемпионата Югославии в 1930 и 1935 годах, бронзовым — в 1929, 1932—1933 годах. Всего провёл за команду во всех турнирах 249 матчей, забил 175 мячей (в том числе 21 гол в чемпионате страны).
В сезоне-1937/38 выступал за «Белград», завоевав серебро чемпионата страны. В сезоне-1938/39 стал чемпионом Югославии в составе белградского БСК.
В 1930—1934 годах провёл 4 матча за сборную Югославии, мячей не забивал. Дебютным для Милошевича стал товарищеский поединок 15 июня 1930 года в Софии против сборной Болгарии (2:2), в котором он отыграл второй тайм. Кроме того, на его счету 11 матчей за сборную Белграда.
По окончании игровой карьеры стал тренером. В 1958 году входил в тренерский штаб сборной Югославии на чемпионате мира в Швеции. Впоследствии работал в Греции. В 1961 году был главным тренером сборной Эфиопии. Кроме того, Милошевич указан как тренер эфиопов на победном домашней Кубке африканских наций 1962 года, однако, вероятно, он не присутствовал на турнире.
Впоследствии был президентом Ассоциации футбольных тренеров Сербии, секретарём организации тренеров Югославии.
Был дипломированным инженером-агрономом.
Умер 15 июня 1990 года в Белграде.

## Достижения

### Как игрок
- Чемпион Югославии (1): 1938/39.
- Серебряный призёр чемпионата Югославии (3): 1930, 1934/35, 1937/38.
- Бронзовый призёр чемпионата Югославии (3): 1929, 1931/32, 1932/33.